# روبن فـان بوميل
روبن فـان بوميل (بالهولندية: Ruben van Bommel)‏ هو لاعب كرة قدم هولندي، ولد في 3 أغسطس 2004.